# 千葉一二三
千葉 一二三（ちば ひふみ、1971年10月16日 - ）は千葉県・八千代市出身のタレント、元T-BACKSのメンバー。
現在はコンサルタント業務や霊感、風水、占いを活かしてスピリチュアルな仕事もしている。

## 経歴
- 1991年、セクシーアイドルグループT-BACKSの一員としてデビュー[1]。
- 元女子プロレスラーを志望していたこともあり、持ち前の格闘能力で「ダウンタウンのごっつええ感じ」内の「アイドル虎の穴」のプロレスで、キャリー東野（東野幸治）を2回破る（そのうち1回は失神直前ギブアップ）[1]。
- テレビ、ラジオ、グラビア、CM等出演は多数、イベントも多かった。
- T-BACKS解散後、1995年前後、芸名を一時千葉朱令(ちば しゅれい)に変更してヘアヌード写真集を発表した。
- 1998年、TACO(野嶋千照)(ZOOの元メンバー)と、ダンスミュージックバンド宇詞答裸(ウシトラ)[2]を結成。メインヴォーカルを担当、お祭り、パーティーなどで活動、当時はスピリチュアルカウンセラーとしてカウンセリングを行った。
- 幼少期から霊能力に長け、単独で心霊関係の雑誌やテレビ番組に出演したりして活躍し、霊感アイドルとしての知名度がグラビアアイドルでも話題をよんだ。
- 一時、肩書は、サイキックカウンセラーであった。
- 2002年時点での肩書きは、霊感アイドルだったが、2003年に出演の2本のVHSでは霊能者として本格的に動いている。
- その後解散してからは現芸名に変更し、東京都内[3]を中心に、個別カウンセリングや、鑑定相談など占い・スピリチュアルカウンセリング等の分野で活動している[1]。

### 芸名と肩書き、所属の変遷
- 1991年　千葉 佳代子（ちば かよこ） セクシーアイドル（Tバックス）T-BACKS時代 愛称は「チバチャン」「バァーチ」
- 1995年　千葉 朱令 （ちば しゅれい） ヘアヌードモデル（Tバックス解散後、ヘアヌード写真集出版時）
- 1998年　千葉 一二三 （ちば ひふみ） ヴォーカル、MC（宇詞答裸(ウシトラ)）、
- 一時期　千葉一二三　サイキック・カウンセラー
- 2002年　千葉一二三　通称霊感アイドル、サイキック・カウンセラー
- 2003年　千葉一二三　（AQUA Promotion所属）占い師
- 2007年10月18日　千葉一二三　スピリチュアル・メッセンジャー
- 現在に至る

## 作品

### 写真集
- 『By Me 千葉朱令写真集』 （1995年2月10日、スコラ） ISBN 4-7962-0258-7 C0076

### 雑誌
- 恐怖の館DX (漫画誌 シリーズ廃刊、現「ホラーWooPee」(休刊))ホラーコミック誌　(リイド社)「心霊写真鑑定」と「前世占い」のコーナーを約4年担当
- ネットピュア（医療学生向けの機関誌）で「前世療法」のタイトルで約2年間連載と相談担当
- 芸能ニッポン (廃刊)（竹書房）「お憑かれニッポン」コーナーで「霊感占い」担当
- さくらぐみ (ベストメディア出版) 幸運を呼び込む前世占い コーナー担当

### 書籍
- 『前世占い』 (絶版) (リイド社)
- 『現代怪奇解体新書―「怪奇」を遊ぶための完全マニュアル』 (1998年11月) (宝島社) ISBN 978-4-79-669415-5 JR中央線沿線の自殺者の謎を探るというナビゲーター役
- 『霊能者が見た病院の怪談』(2001年7月) (青春出版社) ISBN 978-4-41-303278-0
- 『不思議だけど、悩みが消えて、愛される私に変わる本』 (2004年12月) ISBN 978-4-47-977071-8

### ビデオ
- リサーチX 恐怖! 心霊スポット (2002年7月25日) ENGEL ENG-0064
- 心霊暗黒レポート -歴史の闇を斬る- 天草四郎の怨念 (2003年7月25日) ENGEL ENG-0085
- 心霊暗黒レポート 交霊 宮本武蔵 (2003年10月24日) ENGEL ENG-0086
- 日本心霊列島 これが呪われた幽霊スポットだ! (2005年5月2日) ENGEL
- チャネリング未知への扉 (宇宙人に会うことをテーマとしたチャネリング関連作品)